# Burg Boulich
Die Burg Boulich ist eine mittelalterliche Burganlage in der Feldgemarkung bei Wichterich, einem Stadtteil von Zülpich in Nordrhein-Westfalen.
Die ehemalige Wasserburg könnte nach der Namensableitung (Bulliacum) römisch-keltischen Ursprungs sein. Früher befand sich die Einzelhofsiedlung im Besitz der Abtei Prüm.
Das im 14. Jahrhundert erwähnte Rittergut war noch im 19. Jahrhundert landtagsfähig.
Durch Heirat der Sophia von Boulich kam der Besitz Anfang des 16. Jahrhunderts an Richard Krümmel von Nechtersheim. Er war Besitzer bis 1604. Neuer Eigentümer wurde durch Einheirat Olmissen genannt Mulstroe. 1681 wurde das Anwesen an Timan von Nickel verpfändet, der später das Herrenhaus erbauen ließ. Der Baustil wurde von der Burg Müddersheim kopiert. Tilmanns Schwiegersohn Werner Krey wurde 1731 mit der Besitzung belehnt. 1859 verzeichnen die Akten einen Schwiegersohn des Hauses Krey, Hartmann, als Besitzer. In Erbverfahren fiel die Burg an den heutigen Besitzer, Freiherr von Coels von der Brügghen.
Die ehemals zweiteilige Wasserburg wird heute noch an drei Seiten von einem wassergefüllten Graben umgeben. Die fast quadratische Herrenhausinsel trägt einen modernen Maschinenschuppen, der auf dem Grundriss und den teilweise bis 1,5 m Höhe erhaltenen Außenmauern des im Zweiten Weltkrieg zerstörten Herrenhauses steht. Nach dem Brand von 1896 wurde der größte Teil der Gebäude erneuert.